# مرینگن
شهر مرینگن (به آلمانی: Moringen) در ایالت نیدرزاکسن در کشور آلمان واقع شده‌است.